# Allium parciflorum
Allium parciflorum — вид рослин з родини амарилісових (Amaryllidaceae); ендемік островів Корсика й Сардинія.

## Опис
Цибулина яйцювата. Стеблина струнка, 10–25 см заввишки, кругла в поперечному перерізі. Листки тонкі, трубчасті, завдовжки зі стебло або й довші, але в'януть перед часом цвітіння. Зонтик містить мало дзвінчастих квіток. Листочки оцвітини яйцювато-ланцетні, 5–6 мм завдовжки, рожеві з темно-пурпурними серединними жилками. Коробочка 3–4 мм яйцювата. Насіння чорне, блискуче.
Період цвітіння: червень — вересень.

## Поширення
Ендемік островів Корсика й Сардинія. Вид росте серед скель; конкретно, на відкритих скелястих ділянках та кам'янистих гірських схилах.

## Загрози й охорона
Значних загроз для цього виду немає. Цей вид зростає в заповідних зонах по всьому своєму ареалу.